# Associazione Calcio Udinese 1926-1927
Questa pagina raccoglie i dati riguardanti l'Associazione Calcio Udinese nelle competizioni ufficiali della stagione 1926-1927.

## Stagione
Nella stagione 1926-1927 il retrocesso Udinese disputa il campionato di Prima Divisione, categoria declassata al secondo livello del calcio nazionale, sulla carta dispone di una squadra competitiva, ma raccoglie solo 6 punti, frutto di due vittorie e due pareggi, a fronte di quattordici sconfitte, retrocedendo sul campo in Seconda Divisione, in seguito riammessa in Prima Divisione per la prossima stagione, per allargamento dei quadri, dovuti alla ristrutturazione dei campionati. La squadra bianconera disputa uno dei peggiori campionati della sua storia, finendo ultima nel girone B, vinto dalla Pro Patria sull'Atalanta. Al Moretti due vittorie ed un pareggio, fuori un solo punto raccolto. In 18 mesi passa, sul campo, dal massimo campionato al terzo livello, poi con sorpresa ripescata nel secondo livello per le benemerenze sportive, recentemente acquisite. L'Udinese a marzo termina il campionato, ad aprile inizia la Coppa Federale "Leandro Arpinati", dove disputa il girone C, si piazza al secondo posto con 7 punti, dietro alla Triestina prima con 8 punti, lasciandosi alle spalle Fiumana e Monfalconese.

## Rosa
| N. |                   | Ruolo | Calciatore        |
| -- | ----------------- | ----- | ----------------- |
|    | Italia (bandiera) | C     | Mario Agosti      |
|    | Italia (bandiera) | D     | Gino Bellotto     |
|    | Italia (bandiera) | P     | Bon               |
|    | Italia (bandiera) | D     | Carlo Bonino      |
|    | Italia (bandiera) | C     | Ettore Cantarutti |
|    | Italia (bandiera) | P     | Bruno Cassetti    |
|    | Italia (bandiera) | C     | Gino De Biasi     |
|    | Italia (bandiera) | D     | Alfredo Foni      |
|    | Italia (bandiera) | C     | Pietro Gerace     |
|    | Italia (bandiera) | D     | Manlio Kussich    |

| N. |                   | Ruolo | Calciatore         |
| -- | ----------------- | ----- | ------------------ |
|    | Italia (bandiera) | C     | Giuseppe Liuzzi    |
|    | Italia (bandiera) | P     | Matassi            |
|    | Italia (bandiera) | A     | Umberto Modotti    |
|    | Italia (bandiera) | C     | Libero Molinis     |
|    | Italia (bandiera) | C     | Raimondo Mulinaris |
|    | Italia (bandiera) | C     | Plinio Palmano     |
|    | Italia (bandiera) | A     | Pitassi            |
|    | Italia (bandiera) | A     | Silvio Semintendi  |
|    | Italia (bandiera) | A     | Aldo Spivach       |
|    | Italia (bandiera) | A     | Luigi Tosolini     |

## Risultati

### Prima Divisione - girone A

#### Girone di andata
| Arbitro: | U. Gama (Milano) |

|                                          |           |                |
| Blasevich 40’, 42’, 45’ Bussich 77’, 83’ | Marcatori | 49’ Semintendi |

| Arbitro: | Malagoli (Ferrara) |

|            |           |                                                     |
| Liuzzi 81’ | Marcatori | 6’, 10’ Lukács 47’, 70’, 72’ Perani 49’, 62’ Poggia |

| Arbitro: | P. Barlassina (Novara) |

|               |           |  |
| Reguzzoni 25’ | Marcatori |  |

| Arbitro: | Turra (Padova) |

|                                     |           |                        |
| C. Barbieri 4’ A. Prosperi 30’, 65’ | Marcatori | 22’ Agosti 71’ Palmano |

| Arbitro: | Caldirola (Milano) |

|            |           |                          |
| Agosti 28’ | Marcatori | 43’ (rig.), 56’ A. Cetti |

| Arbitro: | Mangano (Milano) |

|            |           |  |
| Padoan 11’ | Marcatori |  |

| Arbitro: | Musso (Torino) |

|            |           |                                   |
| Spivack 6’ | Marcatori | 30’ (rig.) Lászlo 50’ U. Visentin |

| Arbitro: | Germani (Padova) |

|                                         |           |  |
| Mihalich 14’, 17’ Tarlao 73’ Serdoz 89’ | Marcatori |  |

| Arbitro: | Bruna (Venezia) |

|              |           |                  |
| De Biasi 77’ | Marcatori | 49’, 61’ Rigotti |

#### Girone di ritorno
| Arbitro: | Bortoletti (Padova) |

|             |           |                                        |
| Modotti 88’ | Marcatori | 15’ Friedrich 41’ Bussich 67’ Tognazzi |

| Arbitro: | Caldirola (Milano) |

|                                                              |           |  |
| Poggia 64’ G. Cornolti 75’ Buschi 80’ Lukács 85’ (rig.), 89’ | Marcatori |  |

| Arbitro: | Pagnin (Treviso) |

|             |           |                  |
| Spivach 75’ | Marcatori | 5’, 26’ Corengia |

| Arbitro: | Scarpi (Dolo) |

|                             |           |                 |
| Modotti 5’ Spivach 74’, 78’ | Marcatori | 29’ Agostinelli |

| Arbitro: | Rovida (Milano) |

|                        |           |                                     |
| A. Cetti 12’, 18’, 25’ | Marcatori | 65’ Modotti 70’ Pitassi 90’ Spivach |

| Udine 13 febbraio 1927 15ª giornata | Udinese            | 0 – 0 | Venezia | Stadio Moretti\| Arbitro: \| Tedeschi (Bologna) \| |
| Arbitro:                            | Tedeschi (Bologna) |       |         |                                                    |

| Arbitro: | Pierallini (Modena) |

|                          |           |  |
| Zanotto 27’ G. Lamon 76’ | Marcatori |  |

| Arbitro: | Pessato (Monfalcone) |

|                                   |           |         |
| Modotti 6’ Spivach 65’ Agosti 88’ | Marcatori | 9’ Host |

| Arbitro: | Essinger (Pisa) |

|                                           |           |                                |
| Rigotti 8’ Curri 22’, 80’ Molmas 29’, 83’ | Marcatori | 4’ Modotti 52’ (rig.) Bellotto |